# Lastaurina ardens
Lastaurina ardens là một loài ruồi trong họ Asilidae. Lastaurina ardens được Wiedemann miêu tả năm 1828.